# Флаг Усть-Лабинского района
Флаг муниципального образования Усть-Лаби́нский район Краснодарского края Российской Федерации — опознавательно-правовой знак, служащий официальным символом муниципального образования.
Флаг утверждён 15 февраля 2007 года и 10 апреля 2007 года внесён в Государственный геральдический регистр Российской Федерации с присвоением регистрационного номера 3180.

## Описание
«Прямоугольное малиновое полотнище с отношением высоты к длине 2:3, несущее в центре изображение герба Усть-Лабинского района, в котором нижнее поле между плечами вилообразного креста, упирающимися в нижние углы полотнища, заполнено зеленью, а в центре полотнища, поверх всего — жёлтое укрепление в виде одноярусной башни с тремя видимыми зубцами, со сквозной аркой ворот и бойницами в каждом из зубцов».

## Обоснование символики
Флаг языком символов и аллегорий отражает природные, исторические и экономические особенности района и составлен на основе герба Усть-Лабинского района Краснодарского края.
Изображение башни на флаге символизирует крепость, основанную А. В. Суворовым, вокруг которой впоследствии вырос районный центр — город Усть-Лабинск. Открытые ворота крепости говорят о гостеприимстве и радушии современных жителей района. Малиновое поле усиливает символику крепости, подчёркивая, что история освоения здешних земель во многом обязана казакам, которые охраняли местные границы и были одними из первых жителей.
Геральдической фигурой — вилообразным крестом — аллегорически показано место слияния рек Кубань и Лаба, располагающееся на территории района.
Жёлтый цвет (золото) — символ богатства, стабильности, уважения, интеллекта.
Белый цвет (серебро) — символ чистоты, мира и взаимопонимания.
Зелёный цвет символизирует природу, здоровье, жизненный рост, а также отражает богатые сельскохозяйственные угодья района.
Малиновый цвет (пурпур) — символ благородства, почёта, достоинства, славы.

## См. также

Флаги муниципальных образований Усть-Лабинского района
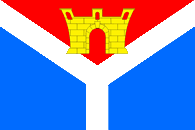
Флаг Усть-Лабинского городского поселения
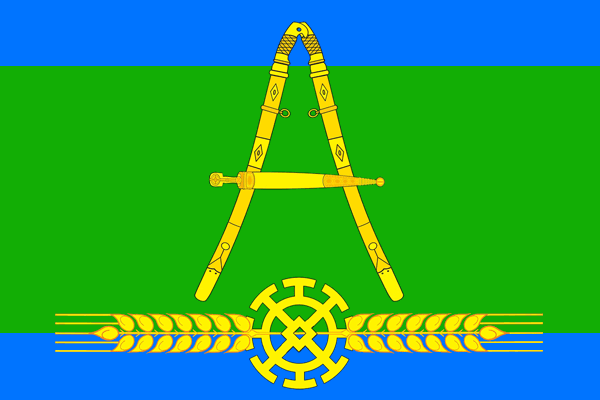
Флаг Александровского сельского поселения
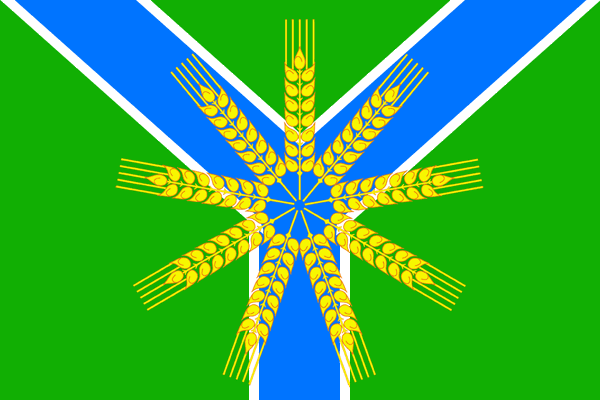
Флаг Братского сельского поселения
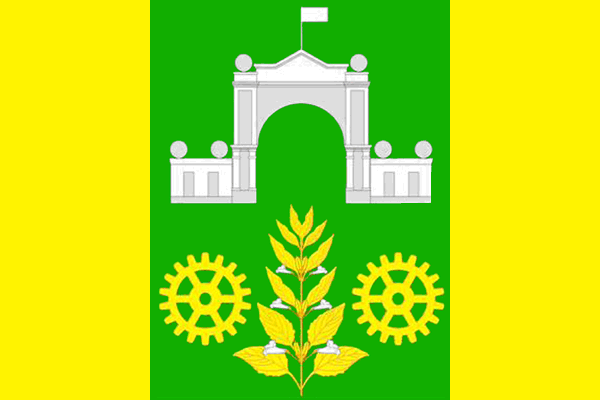
Флаг Вимовского сельского поселения
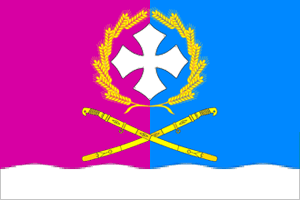
Флаг Воронежского сельского поселения
Флаг Восточного сельского поселения
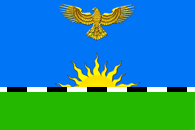
Флаг Двубратского сельского поселения
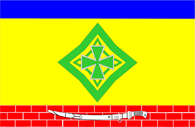
Флаг Ладожского сельского поселения
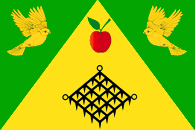
Флаг Ленинского сельского поселения
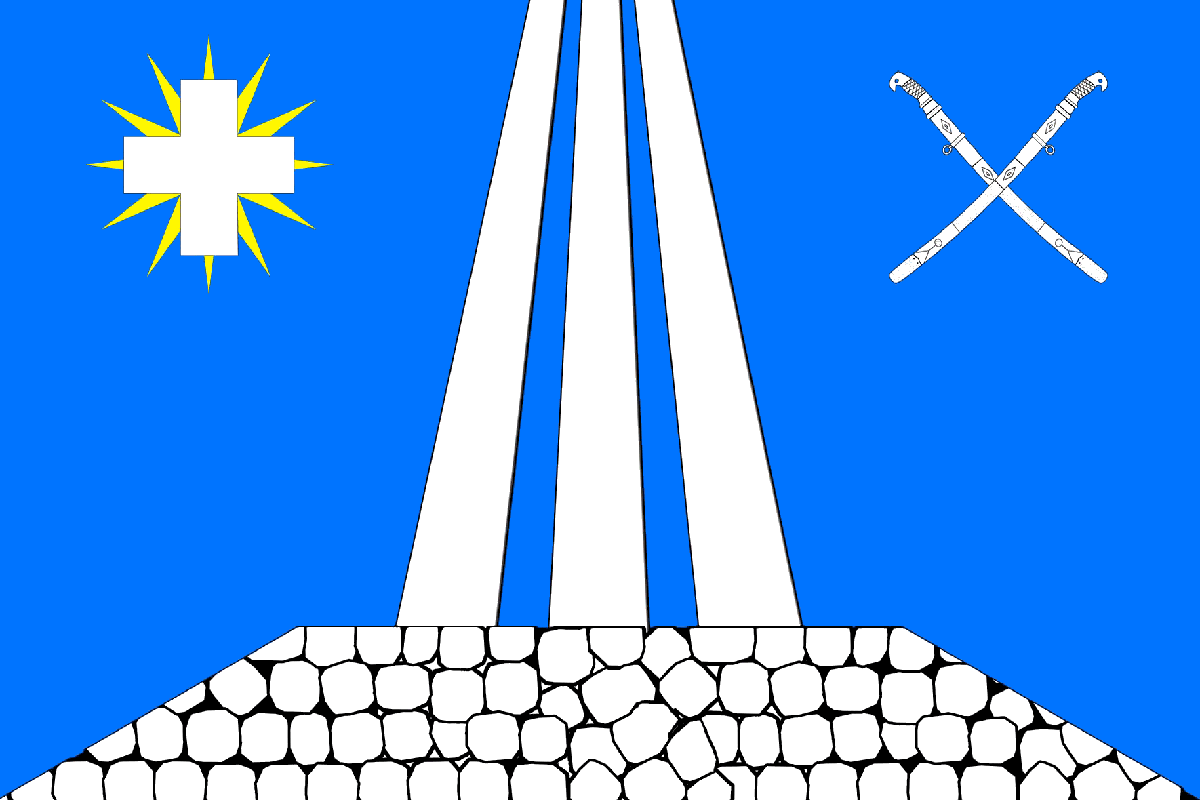
Флаг Некрасовского сельского поселения
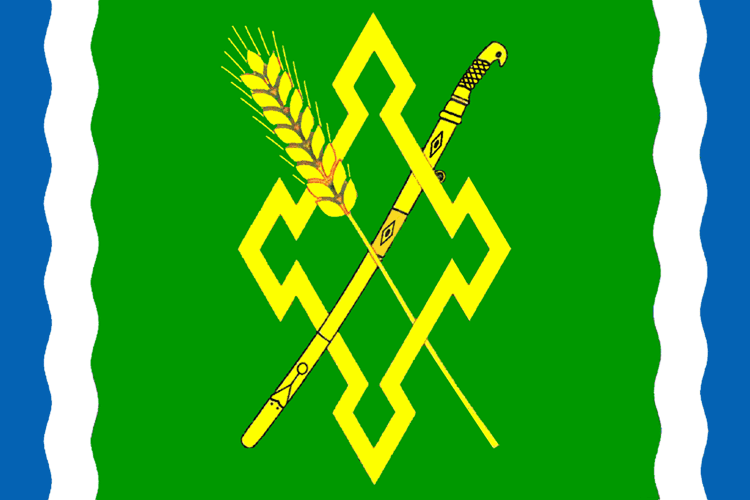
Флаг Новолабинского сельского поселения
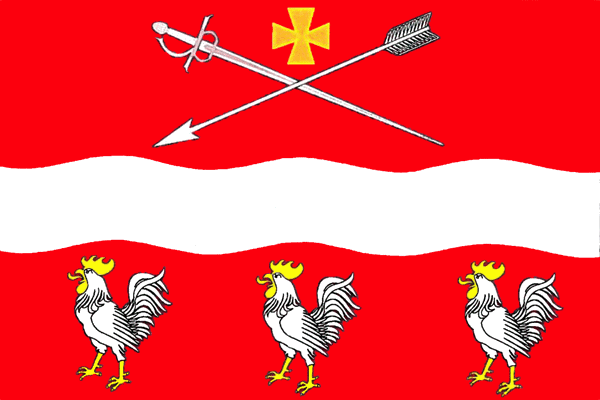
Флаг Суворовского сельского поселения
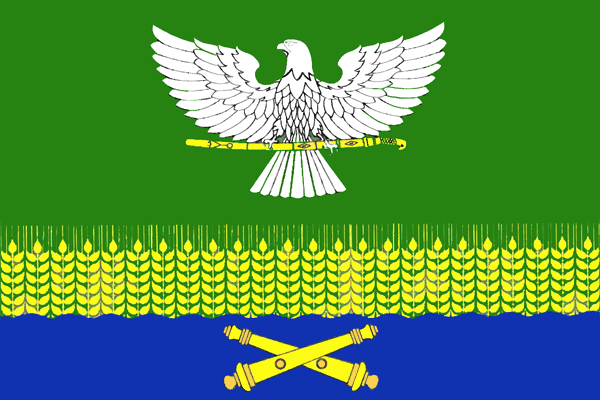
Флаг Тенгинского сельского поселения